# Simon Simeonow
Simon Simeonow (bulgarisch Симон Симеонов; * 26. November 1980 in Sofia, Bulgarien) ist ein ehemaliger bulgarischer Eishockeyspieler, der seine gesamte Karriere beim HK Slawia Sofia in der bulgarischen Eishockeyliga spielte. Mit Slawia wurde er zehnmal bulgarischer Meister und achtmal Pokalsieger.

## Karriere
Simon Simeonow spielte seine gesamte Karriere beim HK Slawia Sofia, mit dem er in der bulgarischen Eishockeyliga spielte. 2000, 2001, 2002, 2004, 2005, 2008, 2009, 2010, 2011 und 2012 wurde er mit dem Klub Bulgarischer Meister 2001, 2002, 2003, 2004, 2008, 2009, 2010 und 2011 Pokalsieger. Drei Jahre nach dem letzten Titelgewinn mit Slawia beendete er 2015 seine Karriere.

### International
Im Nachwuchsbereich spielte Simeonow für Bulgarien bei den U18-D-Europameisterschaften 1996 und 1998 sowie bei den U20-D-Weltmeisterschaften 1999 und 2000.
Mit der bulgarischen Herren-Nationalmannschaft nahm Simeonow an den Weltmeisterschaften der Division II 2005, 2006 und 2008 teil. Zudem vertrat er seine Farben bei der Qualifikation für die Olympischen Winterspiele in Turin 2006.

## Erfolge und Auszeichnungen
- 2001 Bulgarischer Meister mit dem HK Slawia Sofia
- 2001 Bulgarischer Meister und Pokalsieger mit dem HK Slawia Sofia
- 2002 Bulgarischer Meister und Pokalsieger mit dem HK Slawia Sofia
- 2003 Bulgarischer Pokalsieger mit dem HK Slawia Sofia
- 2004 Bulgarischer Meister und Pokalsieger mit dem HK Slawia Sofia
- 2005 Bulgarischer Meister mit dem HK Slawia Sofia
- 2008 Bulgarischer Meister und Pokalsieger mit dem HK Slawia Sofia
- 2009 Bulgarischer Meister und Pokalsieger mit dem HK Slawia Sofia
- 2010 Bulgarischer Meister und Pokalsieger mit dem HK Slawia Sofia
- 2011 Bulgarischer Meister und Pokalsieger mit dem HK Slawia Sofia
- 2012 Bulgarischer Meister mit dem HK Slawia Sofia